# 李斗星
李 斗星（リ・ドゥソン、朝鮮語: 리두성、生年不詳 - ）は、朝鮮民主主義人民共和国の軍人、政治家。第14期最高人民会議代議員。

## 経歴
生年や出身地は不明。2004年には朝鮮人民軍で2004年に少将、2010年に中将・総政治局組織部長、2018年に上将・総政治局宣伝副局長を務めた。同年4月に党中央委員会委員を務め、2019年1月に第14期代議員選挙の中央選挙委員会委員を務め、同年3月に第14期最高人民会議代議員となった。2021年に党中央委員会部長、同会委員を務めた。2024年7月、解任。